# МАЗ-5309

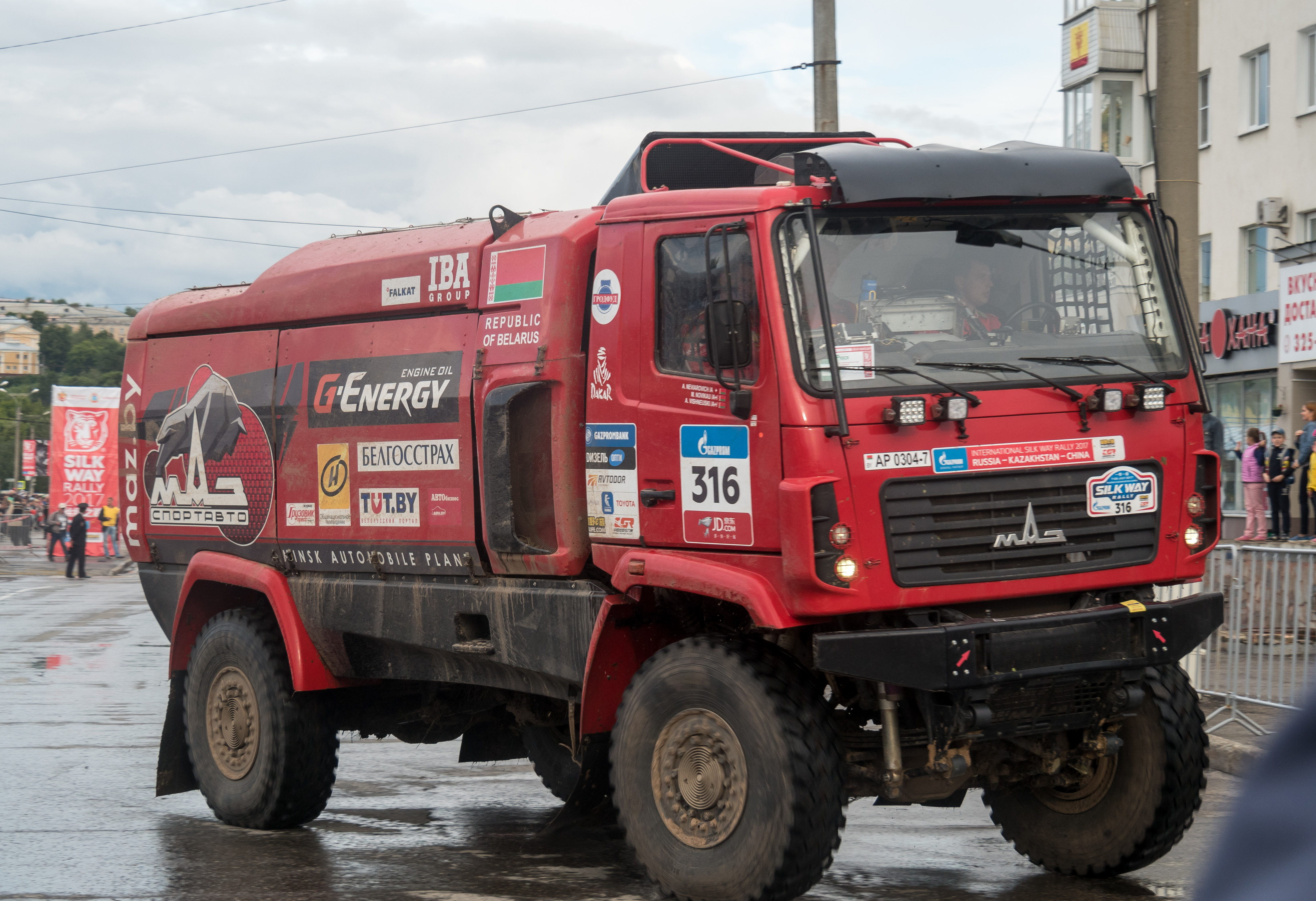
МАЗ-5309RR

МАЗ-5309 — белорусский полноприводный крупнотоннажный грузовой автомобиль повышенной проходимости, выпускаемый Минским автозаводом с 2008 года. За основу этой модели был взят грузовик МАЗ-5340.

## Особенности
Автомобиль МАЗ-5309 является клоном гражданского неполноприводного автомобиля МАЗ-5340. Принципиальными отличиями являются односкатная ошиновка и полный привод. Всё это позволяет автомобилю эксплуатироваться в качестве бетономешалки, пожарного автомобиля, автокрана, цистерны, грузовика с манипулятором или связного автомобиля.
Кабина автомобиля спальным местом не оборудована. Подрессоренное водительское кресло оборудовано ремнями безопасности и может регулироваться водителем. Для пожарных автомобилей завод выпускает специальное шасси с двойной кабиной.
Изначально автомобиль комплектовался российским двигателем ЯМЗ-238, но в дальнейшем появились модификации с белорусско-китайским двигателем Weichai. Коробка передач изначально была взята от немецкого производителя ZF Friedrichshafen, затем была заменена на российскую ЯМЗ-239. Шины размерностью 14.00R20 - производства белорусской "Белшины" или французского Michelin.
На спортивных автомобилях МАЗ-5309RR установлены мосты финского производителя Sisu. 

## Модификации

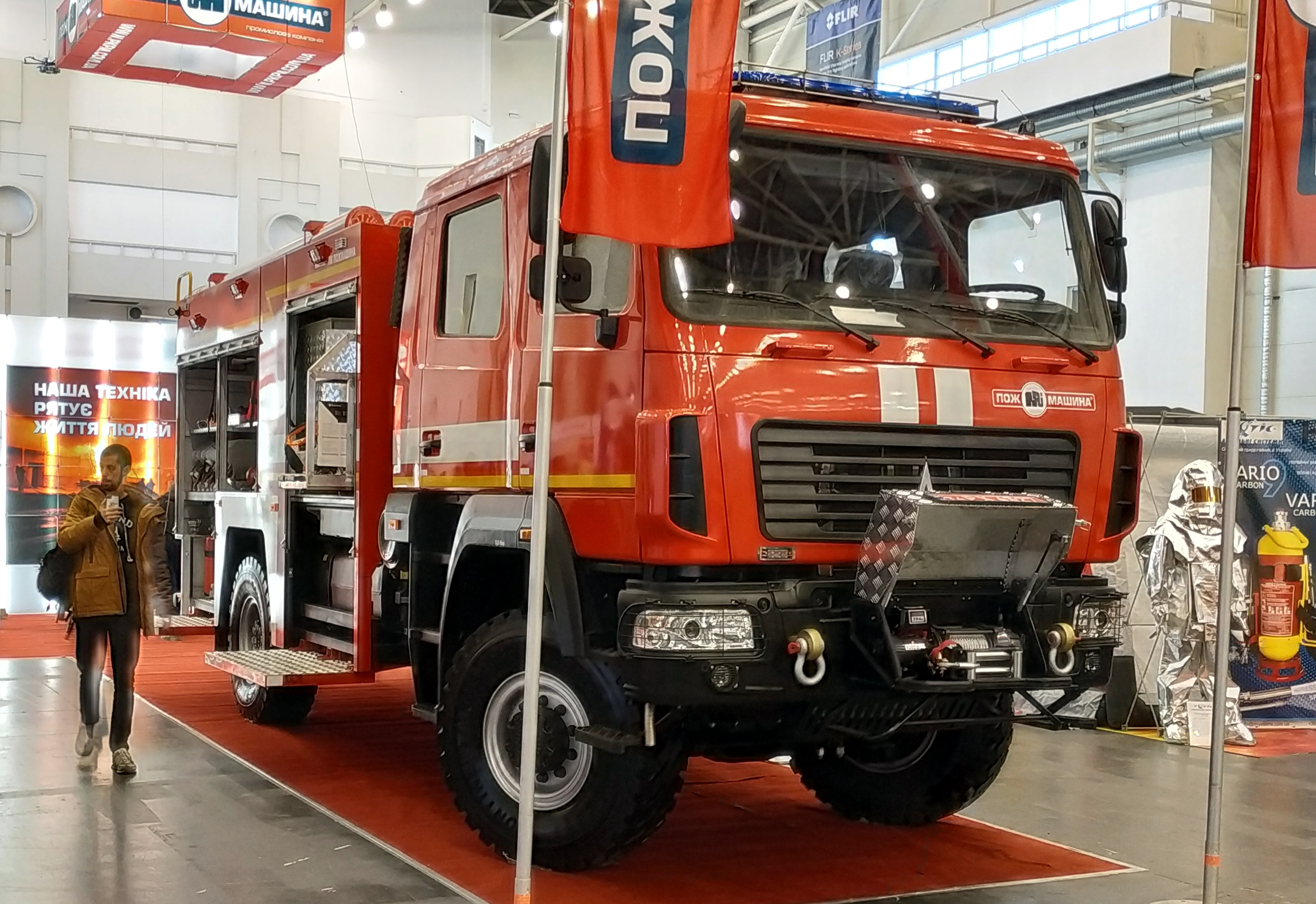
Пожарный автомобиль АЦ-4-60 515М на шасси МАЗ-530927 с кабиной МАЗ-437212

- МАЗ-530905 — модификация грузоподъёмностью 7 тонн с двигателем ЯМЗ-238ДЕ2 мощностью 330 л. с.
- МАЗ-530927 — пожарный автомобиль с двойной кабиной от МАЗ-437212 и двигателем китайского производства Weichai Power WP10.380.
- МАЗ-5309RR — спортивный автомобиль команды "МАЗ-СПОРТавто".